# كيث بارو
كيث بارو (بالإنجليزية: Keith Barrow)‏ هو مغني أمريكي، ولد في 27 سبتمبر 1954 في شيكاغو في الولايات المتحدة، وتوفي بنفس المكان في 22 أكتوبر 1983.

## وصلات خارجية
- كيث بارو على موقع ميوزك برينز (الإنجليزية)
- كيث بارو على موقع ديسكوغز (الإنجليزية)